# 스카디

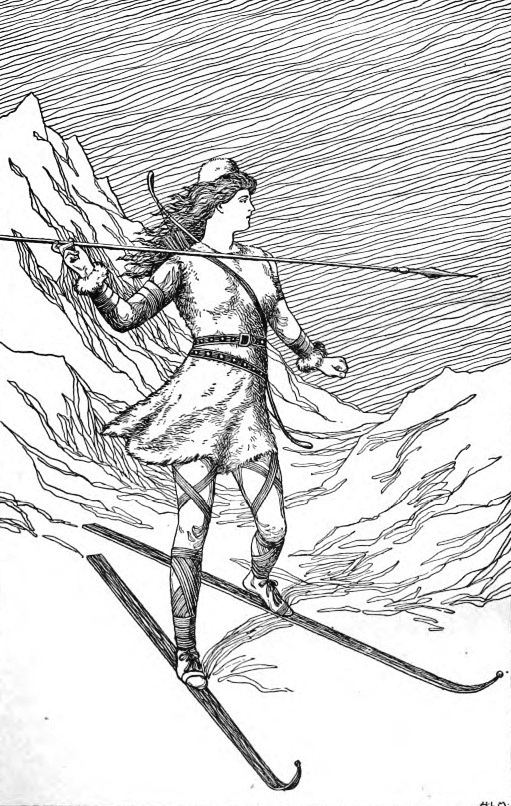
스카디

스카디(고대 노르드어: Skaði, 독일어: Skadi 또는 Skade, 영어: Skathi)는 북유럽 신화에 등장하는 요툰계 여신으로, 활사냥, 스키, 겨울, 산맥과 관련이 있는 여신이다. 스카디는 13세기에 쓰인 고대 시가 모음집 《고 에다》 및 스노리 스투를루손의 저술 《신 에다》와 《헤임스크링글라》에 등장한다.
등장하는 모든 문헌에서 스카디는 신족에게 살해당한 요툰 샤치(Þjazi)의 딸이며, 신들에게 자기 아버지를 죽인 대가를 요구하여 그 보상으로 뇨르드와 결혼한다. 《헤임스크링글라》에 보면 그 뒤 스카디는 뇨르드와 갈라섰으며, 오딘과 새로 결혼하여 많은 자식을 낳았다고 한다. 또한 포박된 로키 위에 뱀을 매달아서 독을 떨어뜨리게 한 것이 스카디라고 《고 에다》와 《신 에다》에 동일하게 언급되어 있다. 스카디를 부르는 다른 이름으로는 온두르구드(고대 노르드어: Öndurguð→스키의 신)와 온두르디스(고대 노르드어: Öndurdís→스키의 숙녀)가 있다.
이름 ‘스카디’(Skaði)의 어원은 확실하지 않으나, ‘스칸디나비아’(Scandinavia)라는 말의 원형(原型)과 모종의 관계가 있는 것으로 추측된다. 스칸디나비아 각지, 특히 스웨덴에는 스카디의 이름이 붙은 지명이 다수 존재한다. 신화학자들은 스카디가 울르(역시 스키의 신이며 스웨덴의 지명에 흔적이 많이 남아 있다)나 로키와도 연줄이 닿아 있을 가능성을 제기하면서, ‘스칸디나비아’라는 말은 “스카디의 섬”을 뜻하거나, 또는 “피해, 손해”를 의미하는 노르드어 명사에서 유래되었을 것이라는 이론을 세웠다.

## 어원
고대 노르드어 "스카디"(Skaði)와 "스칸디나비아"(Sca(n)dinavia), "스카네이"(Skáney)는 고트어 skadus, 고대 영어 sceadu, 고대 색슨어 scado, 고대 고지독일어 scato ("그림자"라는 뜻)와 관련이 있을 수 있다. John McKinnell은 이러한 어원으로 보아 스카디가 스칸디나비아라는 지형의 의인화 또는 한때 지하세계와 관련이 있었을 것이라고 추측한다.
조르주 뒤메질은 "스칸딘-아비아"를 "스카디 여신의 땅"이라고 해석하는 것에 동의하지 않는다. 둠질은 "스칸딘"은 "어둠" 또는 "우리가 알 수 없는 무언가"와 관계가 있을(또는 있었을) 것이라고 추측한다. 뒤메질은 마찬가지로 아일랜드 신화에서 나타나는 에리우 여신 역시 "아일랜드"라는 지명과 연관이 있는 것이 아니라 무언가 다른 것에서 유래된 이름일 것이라고 말한다.
"스카디"를 "피해"라는 뜻의 고대 노르드어 명사 skaði와 연관짓기도 한다. 아이슬란드어와 페로어에서 "피해, 손해"를 뜻하는 skaði는 같은 의미인 영어의 사어(死語) scathe와 어원이 같다.

## 문헌상의 출전

### 고 에다

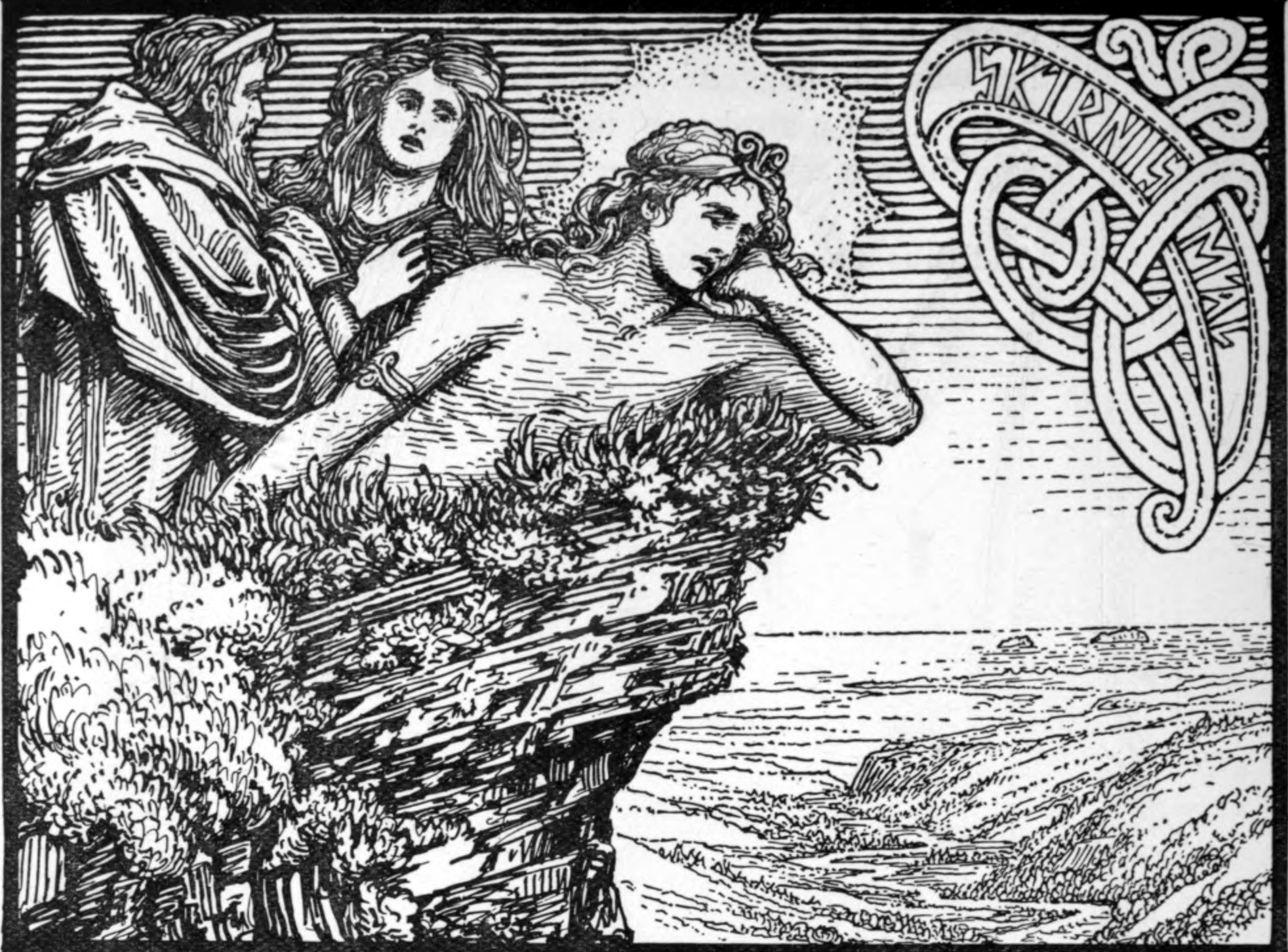
〈프레이의 상사병〉에 묘사된 뇨르드, 스카디, 프레이. 1908년, W. G. Collingwood 작.

《고 에다》 중 〈그림니르가 말하기를〉에 보면 주신 오딘(‘그림니르’라는 가명을 사용)이 아그나르 게일로드손에게 열두 개의 장소의 존재를 밝힌다. 오딘은 〈그림니르가 말하기를〉 11절에서 그 중 여섯 번째 장소로 스림헤임(Þrymheimr)을 언급하는데, 한때 요툰 샤치가 거기 살았으며, 이제는 그 딸 스카디가 살고 있다고 묘사한다. 오딘은 스림헤임이 “오래된 궁전”(ancient courts)이며 스카디는 “신들의 빛나는 신부”(the shining bride of the gods)라고 한다.
〈스키르니르가 말하기를〉의 서두 산문에서는 프레이가 요툰헤임에서 요툰 소녀 게르드를 보고는 앓아눕게 된다. 시가의 첫 번째 시구에서 프레이의 아버지 뇨르드는 프레이의 하인 스키르니르에게 프레이에게 말을 좀 걸어 보라고 요구한다. 스카디 또한 등장하여 스키르니르에게 프레이가 왜 그렇게 속앓이를 하는지 이유를 물어보라고 한다.
〈로키의 말다툼〉에서 스카디는 뇨르드의 아내로서 등장하여 에기르의 연회에 참석한다. 로키가 헤임달과 대화를 끝낸 후 스카디가 끼어든다. 스카디는 로키가 경박하다면서 꼬리치며 노는 짓거리를 그만두지 않으면 신들이 로키의 아들의 얼음처럼 식은 창자를 가지고 로키를 날카로운 바위에 묶어 버릴 것이라고 말한다. 그러자 로키는 과거 샤치를 죽였을 적에 자신이 첫째요 가장 중요한 역할을 맡았다고 대답한다. 스카디는 만약 그렇다면 언제나 자신의 들판과 우물에서 로키에 대한 저주가 쏟아질 것이라고 대답한다. 로키는 스카디가 침대 안에 있을 때는 이것보다 상냥하게 말한다고 대꾸한다. 로키는 스카디뿐 아니라 거의 대부분의 여신들이 자신과 잠자리를 같이한 것을 폭로한다. 로키와 스카디의 대화가 끝나자 시프가 나서서 로키에게 맥주를 따라 준다.
〈로키의 말다툼〉의 결말 산문에서 신들은 로키를 붙잡아 로키의 아들 나리(Nari)의 창자로 로키를 포박한다. 스카디는 로키의 얼굴 위에 독사를 매달아 놓는다. 뱀의 아가리에서 독이 방울져 떨어지고, 로키의 아내 시귄이 앉아 뱀의 아래 양푼을 받쳐들고 독을 받아낸다. 그릇이 다 차면 시귄은 그릇을 비우러 자리를 뜨는데, 이 때 로키의 얼굴에 사독이 떨어져 로키는 극도의 분노와 고통으로 온몸을 비튼다. 이 로키의 몸부림이 바로 지진의 원인이라고 한다.
〈휜들라의 음률시〉에서는 여자 요툰 휜들라가 프레이야에게 신화상의 여러 족보를 설명해 준다. 그 중 샤치에 대한 언급이 나오며, 스카디는 그 딸이라고 한다.

### 신 에다

#### 길피의 속임수

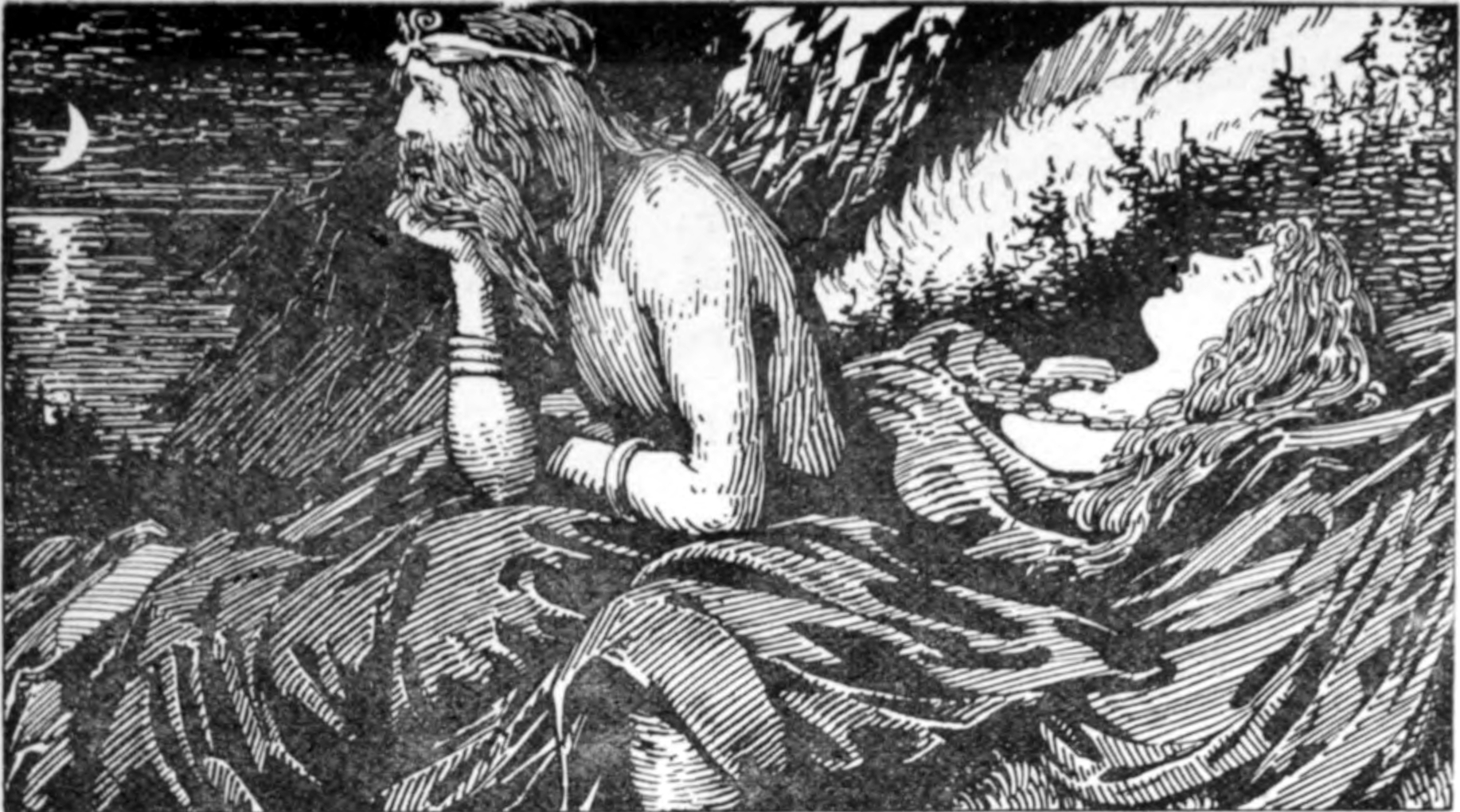
바다를 그리워하는 뇨르드. 윌리엄 콜링우드의 1908년 작품.

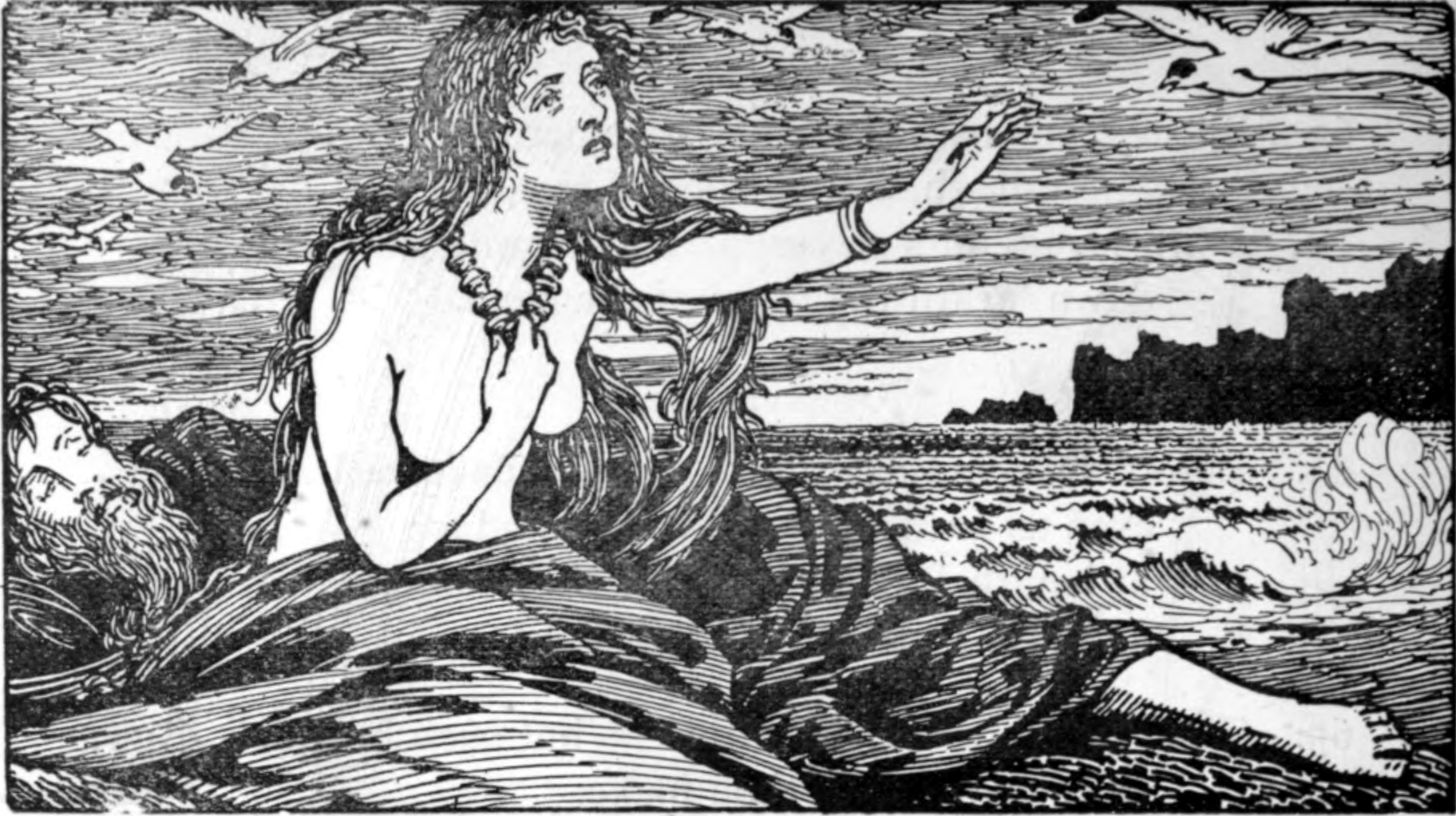
산맥을 그리워하는 스카디. 역시 콜링우드의 1908년 작품.

〈길피의 속임수〉 제23장에서 옥좌에 앉은 높으신 분은 뇨르드의 아내가 스카디이며, 스카디는 요툰 샤치의 딸이라는 이야기를 해 준다. 높으신 분은 스카디는 자기 아버지(신들에 의해 고인이 된)가 소유했던 땅인 스림헤임에 살고 싶어했고, 뇨르드는 바다 근처에 살고 싶어했다고 회상한다. 결국 둘은 스림헤임에서 9일을 지내고 그 뒤 3일은 뇨르드의 바닷가 저택인 노아툰에서 지내기로 합의를 보았다(또는 《코덱스 레기우스》에 따르면 스림헤임에서 9번의 겨울을 지내고(즉 9년을 지내고) 노아툰에서 그 다음 9년을 지냈다고도 한다). 그러나 뇨르드가 스림헤임의 산맥에서 바닷가의 노아툰으로 돌아오자 그는 이렇게 말했다.

“아 지긋지긋한 산맥이여,
겨우 9일 밤을 지샜을 뿐이지만,
그곳을 다시 바라지 않으리.
늑대들의 울부짖는 소리
백조의 노래와 비교하면
그저 추하게만 들릴 뿐이라오”

그러자 스카디는 이렇게 답한다.

“나는 바다를 베고는
꽥꽥거리는 새소리 때문에
잠들 수가 없어라.
저 넓은 바다에서
아침이 다가오면
갈매기 새끼가 나를 깨우네.”

이 대화의 출처가 어딘지는 《신 에다》 어디에도 밝혀져 있지 않다. 이어 높으신 분은 결국 스카디는 산맥으로 돌아가 스림헤임에 살았으며, 그곳에서 스키와 궁술을 즐기고 산짐승들을 사냥하며 잘 살았다고 한다. 높으신 분은 스카디의 다른 이름으로 "스키의 신"이라는 뜻의 온두르구드(Öndurgud), "스키의 숙녀"라는 뜻의 온두르디스(Öndurdís)가 있다고 말한다. 지금까지의 내용은 《고 에다》의 〈그림니르가 말하기를〉을 인용하고 있다. 그 다음 장(제24장)에서 높으신 분은 "이 일이 있은 후" 뇨르드가 두 명의 자식을 보았으며, 그것이 프레이와 프레이야라고 한다. 남매의 어머니가 누구인지는 이야기하지 않는다.
〈길피의 속임수〉 제51장 말미에서 높으신 분은 신들이 로키를 포박했던 이야기를 한다. 스카디가 독사를 잡아와서 포박당한 로키의 위에 매달아 두었다고 하는데, 이로 인해 독액이 로키의 얼굴에 떨어지게 되었다. 로키의 아내 시귄은 사발을 받처 독액을 받아내지만, 사발이 다 차서 시귄이 사발을 비우러 간 사이 로키는 독액을 맞고 고통에 몸을 뒤튼다. 그 발악이 얼마나 셌는지 땅까지 흔들리게 되는데 이것이 오늘날 우리가 지진이라고 부르는 현상이라고 한다.

#### 시어법

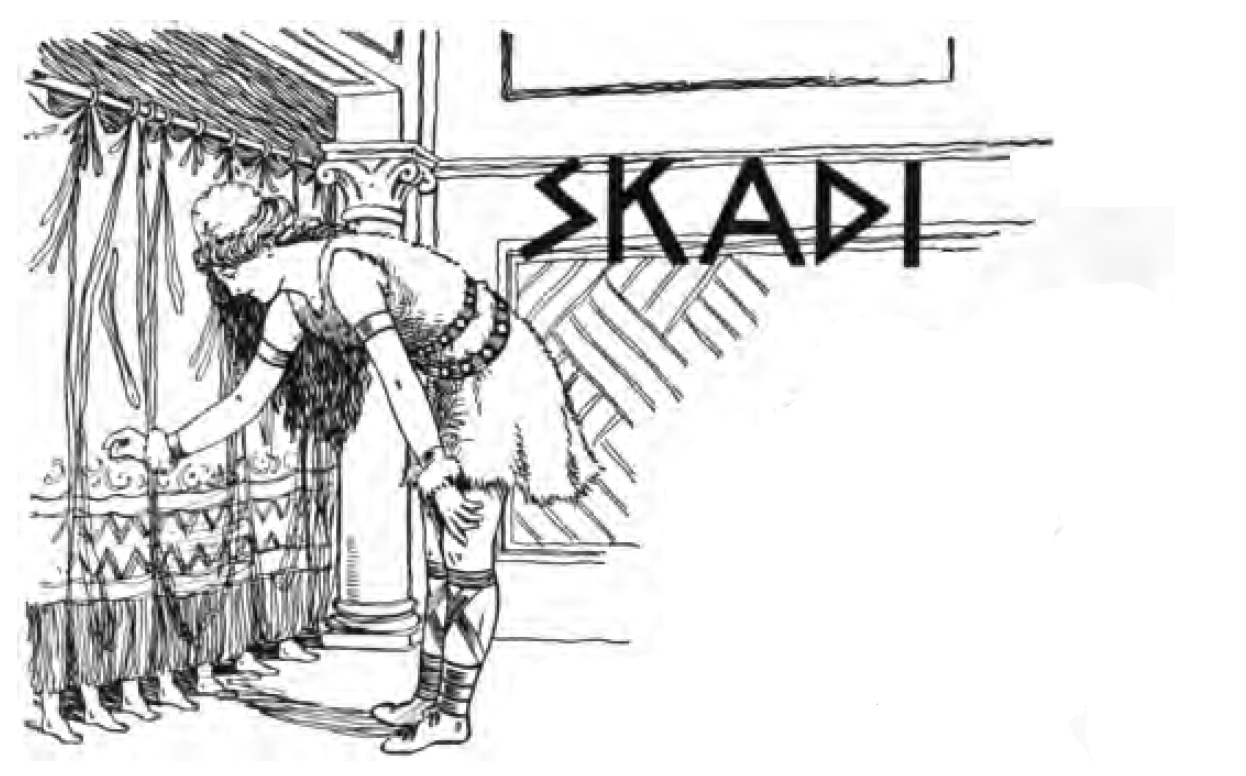
신랑감을 고르는 스카디.

〈시어법〉 제56장에서 브라기는 에기르에게 신들이 샤치를 죽였던 이야기를 들려준다. 샤치의 딸 스카디가 투구를 쓰고, 쇄자갑을 걸치고, "전쟁에 쓰이는 무기는 모두" 들고서 아스가르드로 향했다. 스카디가 도착하자 신들은 그녀의 부친상을 사과하면서 보상을 해주겠다고 제안한다. 스카디는 자신이 원하는 합의사항을 전달하고, 신들은 스카디가 자신들 중에서 남편감을 골라도 좋다고 동의한다. 대신, 스카디는 남신들의 발만 보고 골라야 한다는 조건이 붙었다. 스카디는 어느 한 쌍의 발을 보고 그 발이 매력적이라고 느껴서, 발의 주인이 발드르일 것이라고 생각해 그 발을 골랐다. 하지만 발의 주인은 뇨르드였다.
스카디의 합의조건에는 남편을 줄 것 뿐 아니라 자신을 웃겨 보라는 것도 있었다. 스카디를 웃기기 위해 로키는 염소의 수염에 끈을 묶고 끈의 반대쪽 끝은 자신의 불알에 묶었다. 염소와 로키가 줄다리기를 시작하자 둘 모두 요란하게 비명을 질러댔다. 로키는 스카디의 무릎에 쓰러졌고 스카디는 웃음을 터뜨렸다. 그리고 마지막으로 오딘이 샤치의 두 눈을 뽑아 하늘에 매달아 별로 만들어 줌으로써 스카디와의 합의가 모두 끝났다.
〈시어법〉 뒷부분에서 토르드 샤레크손이 지슨 스칼드 시가가 인용된다. 이 시에서 스카디는 "현명한 여신"(the wise god-bride)이라고 칭해지며 "반을 사랑할 수 없었다"고 한다. 시 아래에 딸린 산문 해설에서 이것이 스카디가 뇨르드를 떠나는 것을 가리킨다고 명시하고 있다. 제16장에서 로키의 이명(異名)들이 나열되는데 그 중에는 "헤임달과 스카디의 원수"라는 것도 있다. 제22장에서 10세기의 시 〈기나긴 가을〉이 나오는데, 여기서 흐비니르의 쇼돌프는 수소를 “활시위 바르(스카디)의 고래”라고 한다. 제23장에서 브라기 보다손은 샤치를 “스키의 디스의 아버지”라고 한다. 제32장에서 스카디는 에시르의 연회에 참석한 6명의 여신들 중 하나로 이름이 올라와 있다. 제75장에서 아쉬뉴르 27여신의 명단에도 스카디가 올라와 있다.

### 헤임스크링글라

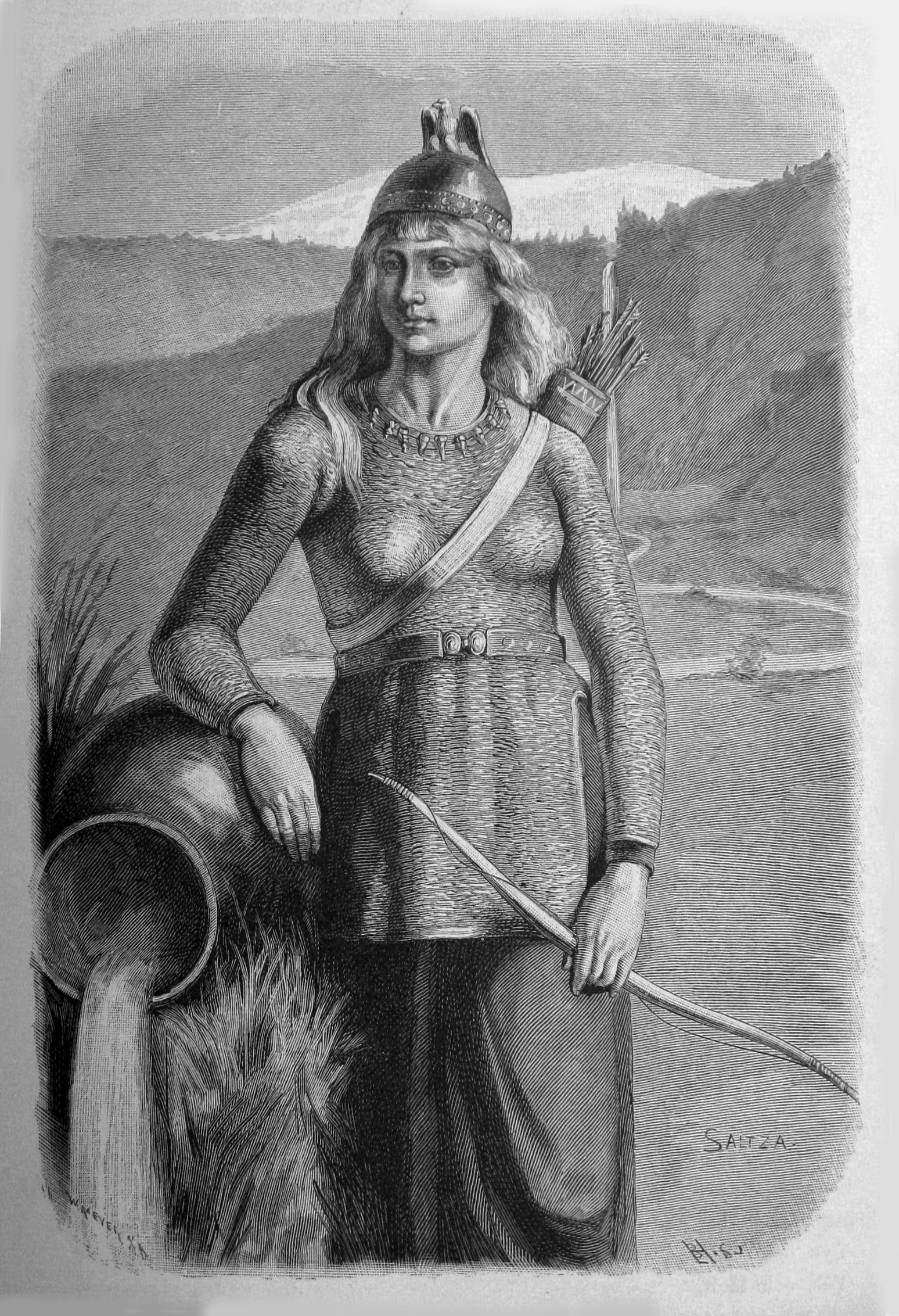
카를 프리드리히 폰 잘차가 그린 Skade (1893년)

《헤임스크링글라》 중 《잉글링가 사가》 제8장에 보면 에우헤메리즘적으로 해석된 스카디가 나타난다. 여기서 스카디는 한때 뇨르드와 결혼했지만, 그와의 섹스를 거부했고 결국 이혼해서 나중엔 오딘과 결혼했다고 한다. 스카디와 오딘은 "많은 아들들"을 낳았다. 그 아들들 중 이름이 밝혀지는 것은 세밍그 한 명 뿐인데, 그는 노르웨이의 왕이 되었다. 에위빈드 스칼다스필리르의 스칼드 시 중 2개 절이 인용되어 있다. 첫 번째 절에서 스카디는 요툰이며 또한 "어여쁜 아가씨"라고 한다. 두 번째 절은 일부분이 소실되었는데, 다음과 같다.

. . .
바다의 뼈대,
그리고 스키의 여신은
오딘과의 사이에서
많은 아들을 낳았다

리 홀랜더는 "바다의 뼈"란 "암석"을 가리키는 케닝이라고 해석하면서, 이것은 산맥과 스키의 여신인 스카디를 "암석의 거주자"라고 칭한 것이라고 주장한다.

## 신화 해석

### 뵐숭 그 일족의 사가

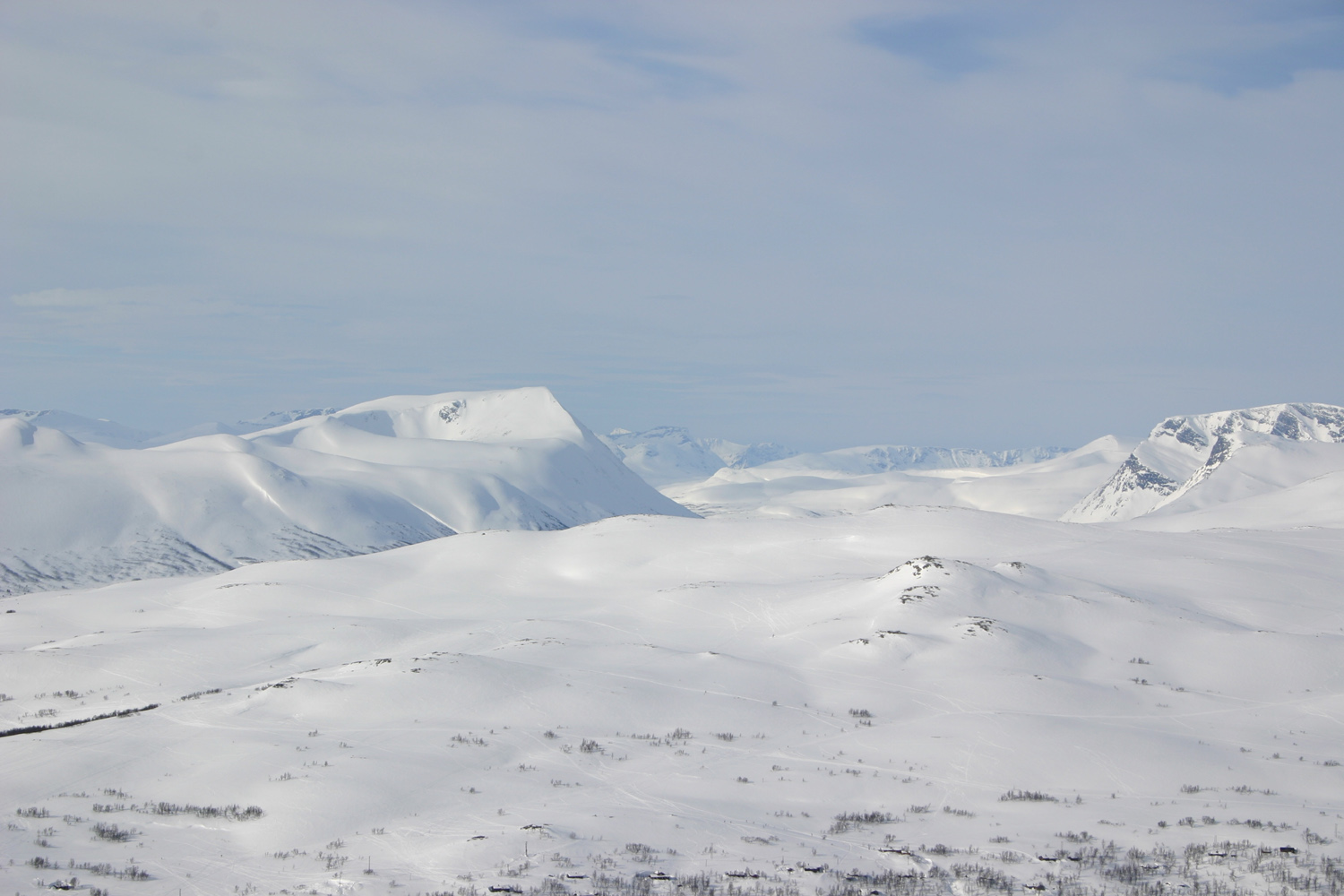
노르웨이의 산맥의 눈더미.

《뵐숭 그 일족의 사가》 제1장에 보면 스카디라는 이름의 다른 존재가 등장한다. 이 스카디는 남자인데, 브레디라는 이름의 하인을 갖고 있다. 오딘의 아들인 시기가 어느 겨울 하인을 대동해 사냥을 나갔다. 저녁이 될 때까지 사냥을 해서 서로의 수확을 비교해 보았는데, 브레디가 더 많은 짐승을 잡은 것을 본 시기는 브레디를 죽인 뒤 그 시체를 눈더미 속에 파묻어서 유기한다.
그날 밤 시기는 집으로 돌아가서 브레디를 숲속에서 잃어버렸다고 말한다. 스카디는 시기의 설명에 납득하지 못하고 시기가 브레디를 죽여 놓고 거짓말을 하는 것이 아닌지 의심한다. 스카디는 사람들을 보내 브레디를 찾아보라고 하고, 마침내 눈더미 속에서 브레디의 시체를 발견한다. 이에 스카디는 앞으로 눈더미를 "브레디의 더미"라고 부를 것이라고 선언한다. 살인이 명약관화 밝혀지자 시기는 오딘에게 추방당하고, 스카디는 더 이상 등장하지 않는다.
Jesse Byock은 여신 스카디 역시 겨울과 사냥을 맡고 있는 신이라는 것을 지적하면서, 《뵐숭 그 일족의 사가》에 등장하는 남자 스카디, 시기, 브레디의 이야기가 지금은 실전된 신화에서 파생된 이야기가 아닌지 추측한다.

### 그 외
존 린도우는 〈길피의 속임수〉에서 로키가 염소와 자기 불알을 사용해 저지른 괴상한 짓으로 미루어 보아 여신을 웃게 만들기 위한 의식에서 거세가 이루어졌을 가능성이 있다고 말한다. 린도우는 〈로키의 말다툼〉과 〈길피의 속임수〉에서 모두 스카디가 로키의 머리 위에 독사를 매달았던 것을 한 예시로 들면서 로키와 스카디가 특별한 관계에 있었던 것으로 보인다는 점도 지적한다.
울르 역시 스키의 신이고, 또 스웨덴에 울르와 스카디의 이름에서 유래한 지명이 많이 남아있다는 점으로 미루어 일부 신화학자들은 울르와 스카디 사이에도 어떤 연관이 있지 않을까 추측하고 있다. 또 한편 스카디가 원래는 남신이었을 것이라는 이론을 제기하는 학자도 있다.
힐다 엘리스 데이비드슨은 스카디를 숭배하는 종교가 노르웨이 최북단 할로갈란 일대에서 번창했을 것이라고 주장한다. 데이비드슨은 그 근거로 “그녀는 스키와 활사냥 등 사미인의 특징을 보여준다. 그녀가 뇨르드와 이혼한 것은 스칸디나비아인들과 사미인들이 밀접하게 접촉했던 이 지역에서 스카디교와 바니르교가 분리되었다는 것을 의미하는 것일 수 있다”고 말한다.

## 같이 보기
- 아르테미스
- 키오네 (다이달리온의 딸)

## 참고 자료
- Allen, E. John B. (2007). The Culture and Sport of Skiing. University of Massachusetts Press. ISBN 1-55849-601-7
- Byock, Jesse (Trans.) (1990). The Saga of the Volsungs: the Norse Epic of Sigurd the Dragon Slayer. University of California Press. ISBN 978-0-520-23285-3
- Byock, Jesse (Trans.) (2006). The Prose Edda. Penguin Classics. ISBN 0-14-044755-5
- Davidson, Hilda Ellis (1993). The Lost Beliefs of Northern Europe. Routledge. ISBN 0-203-40850-0
- Dumézil, Georges (1973). From Myth to Fiction: the Saga of Hadingus. University of Chicago Press. ISBN 0-226-16972-3
- Faulkes, Anthony (Trans.) (1995). Edda. Everyman. ISBN 0-460-87616-3
- Hollander, Lee Milton. (Trans.) (2007). Heimskringla: History of the Kings of Norway. University of Texas Press. ISBN 978-0-292-73061-8
- Larrington, Carolyne (Trans.) (1999). The Poetic Edda. Oxford World's Classics. ISBN 0-19-283946-2
- Lindow, John (2001). Norse Mythology: A Guide to the Gods, Heroes, Rituals, and Beliefs. Oxford University Press. ISBN 0-19-515382-0
- McKinnell, John (2005). Meeting the Other in Norse Myth and Legend. D.S. Brewer. ISBN 1-84384-042-1